# David Adams
David Adams (Durban, 5 de Janeiro de 1970) é um ex-tenista profissional sul-africano.

## Grand Slam finais

### Duplas Mistas: 2 (2 títulos )
| Posição | N. | Data            | Torneio                               | Piso   | Parceira          | Oponentes                     | Placar           |
| Campeão | 1. | 31 Janeiro 1999 | Australian Open, Melbourne, Austrália | Duro   | Mariaan de Swardt | Max Mirnyi Serena Williams    | 6–4, 4–6, 7–6(5) |
| Campeão | 2. | 11 Junho 2000   | Roland Garros, Paris, França          | Saibro | Mariaan de Swardt | Todd Woodbridge Rennae Stubbs | 6–3, 3–6, 6–3    |